# 노베메스토 (프라하)

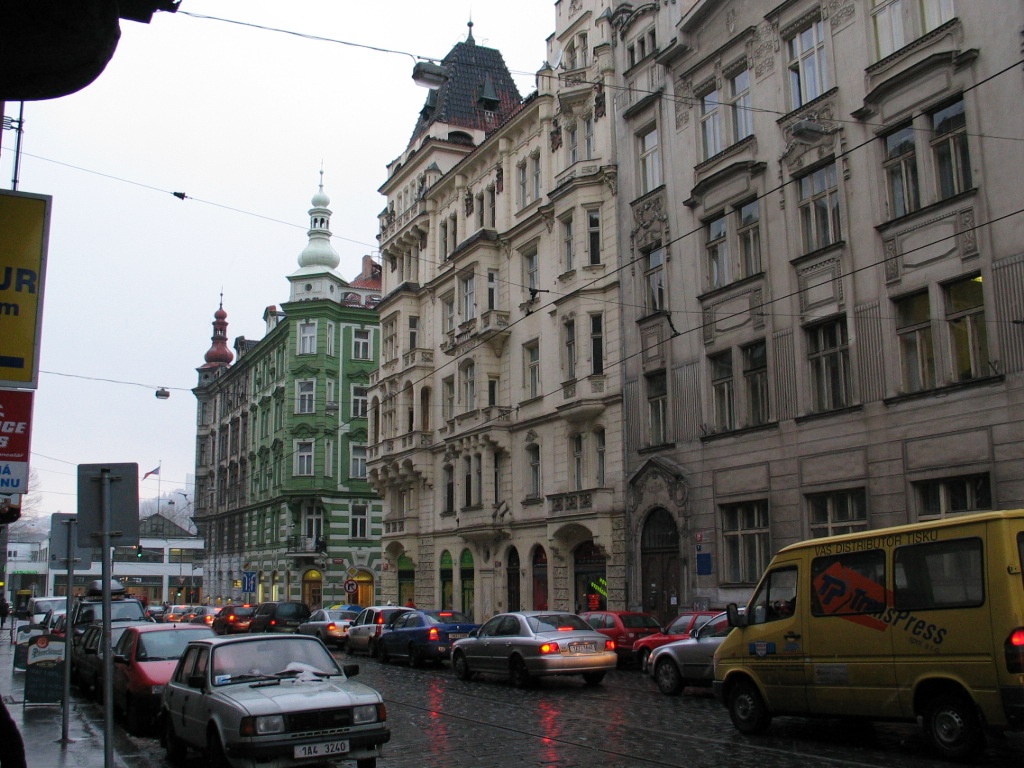
노베메스토의 거리

노베메스토(체코어: Nové Město)는 체코 프라하의 신시가지 지역을 의미한다.